# Emlyn Hughes
Emlyn Hughes, född 28 augusti 1947, död 9 november 2004, var en engelsk fotbollsspelare.
Emlyn Hughes var försvarare, alternativt mittfältare, i Liverpool under 1970-talet. Han var känd för sitt uppoffrande spel och för sin outsinliga kondition. 1977 blev han av fotbollsskribenterna utsedd till Årets spelare i England. Den professionella karriären inledde Hughes som vänsterback i Blackpool innan han 1967 värvades av Liverpool. I Liverpool spelade han de första åren som mittfältare innan han flyttades ner till mittförsvaret. Hughes blev så småningom utsedd till lagkapten i Liverpool, och vann nästan allt som går att vinna på klubblagsnivå: engelsk ligamästare 1973, 1976, 1977 och 1979; FA-cupen 1974; UEFA-cupen 1973 och 1976; Europacupen 1977 och 1978. 1979 lämnade Emlyn Hughes Liverpool för spel i Wolverhampton Wanderers. Han hade då spelat 650 matcher för Liverpool. 1980 vann han ligacupen med Wolves, och samma år upptogs han i Brittiska imperieorden för sina tjänster inom fotbollen. Med engelska landslaget spelade Hughes 62 landskamper mellan 1969 och 1980. Han var med i Englands VM-trupp 1970, men fick inte spela några matcher.
Emlyn Hughes avled den 9 november 2004, efter att ha kämpat mot en hjärntumör i femton månader.